# Angianthus
Angianthus is een geslacht uit de composietenfamilie (Asteraceae). De soorten zijn endemisch in Australië.

## Soorten
- Angianthus acrohyalinus Morrison
- Angianthus brachypappus F.Muell.
- Angianthus conocephalus (J.M.Black) P.S.Short
- Angianthus cornutus P.S.Short
- Angianthus cunninghamii Benth.
- Angianthus cyathifer P.S.Short
- Angianthus drummondii Benth.
- Angianthus glabratus P.S.Short
- Angianthus globuliformis M.Lyons & Keighery
- Angianthus halophilus Keighery
- Angianthus microcephalus Benth.
- Angianthus micropodioides (Benth.) Benth.
- Angianthus milnei Benth.
- Angianthus newbeyi P.S.Short
- Angianthus phyllocalymmeus (F.Muell.) Druce
- Angianthus preissianus (Steetz) Benth.
- Angianthus prostratus P.S.Short
- Angianthus pygmaeus Benth.
- Angianthus uniflorus P.S.Short